# Płoskinia-Kolonia
Płoskinia-Kolonia – część wsi Płoskinia w Polsce, położona w województwie warmińsko-mazurskim, w powiecie braniewskim, w gminie Płoskinia. Wchodzi w skład  sołectwa Płoskinia.
W latach 1975–1998 Płoskinia-Kolonia administracyjnie należała do województwa elbląskiego.
Najbliżej znajdującymi się miejscowościami są Płoskinia i Giedyle. Wieś znajduje się w historycznym regionie Warmia.